# Leptodontopera
Leptodontopera is een geslacht van vlinders van de familie spanners (Geometridae), uit de onderfamilie Ennominae.

## Soorten
- L. basipuncta Moore, 1867
- L. rufitinctaria Hampson, 1902